# Kalnica (województwo podlaskie)
Kalnica – wieś w Polsce położona w województwie podlaskim, w powiecie bielskim, w gminie Brańsk.
W latach 1975–1998 miejscowość administracyjnie należała do województwa białostockiego.
Wierni kościoła rzymskokatolickiego należą do parafii Wniebowzięcia Najświętszej Maryi Panny w Brańsku.

## Historia
W I Rzeczypospolitej Kalnica należała do ziemi bielskiej.
Pod koniec wieku XIX wieś włościańska i dobra w Powiecie bielskim, Gubernia grodzieńska, gmina Aleksin. Wieś o powierzchni 147 dziesięcin. Dobra: 219 dziesięcin należały do Jefremowskiego, profesora Uniwersytetu Warszawskiego, pozostałe 110 dziesięcin do Zarębskich.
Według Powszechnego Spisu Ludności z 1921 roku wieś należała do gminy Łubin. Zamieszkiwało tu 145 osób, wśród których 123 było wyznania rzymskokatolickiego, 12 prawosławnego a 10 mojżeszowego. Jednocześnie 132 mieszkańców zadeklarowało polską przynależność narodową, 10 żydowską a 3 inną. Było tu 27 budynków mieszkalnych.

## Obiektyzabytkowe
- drewniany dwór z roku 1870, przebudowany i remontowany w latach 50. XX w. Na początku XIX wieku właścicielem dworu był Jan Węgierski[10].
- pozostałości parku z 2. połowy XVIII w., przekomponowany w 2. połowie XIX w.[11]

## Współcześnie
Miejscowość położona przy drodze krajowej 66.

### Obiekty użyteczności publicznej
- Gminny Ośrodek Upowszechniania Kultury im. Anny Dernowskiej z siedzibą w Kalnicy, oddany do użytku w roku 2004
- kompleks boisk sportowych – Orlik 2012, oddany do użytku w grudniu 2009 r. z zapleczem socjalnym. Obiekt jest oświetlony[12]

### Usługi
- sklep spożywczo-przemysłowy
- tartacznictwo i handel drewnem
- zakład usług stolarskich
- restauracja z kuchnią polską